# Sibila
La sibila (del latín Sibylla y este del griego Σίβυλλα) es un personaje de la mitología griega y romana. Se trata de una profetisa, inspirada en ocasiones por Apolo, capaz de conocer el futuro.

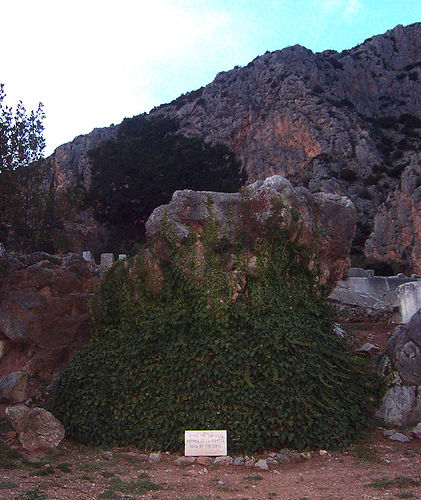
Roca de la Sibila de Delfos

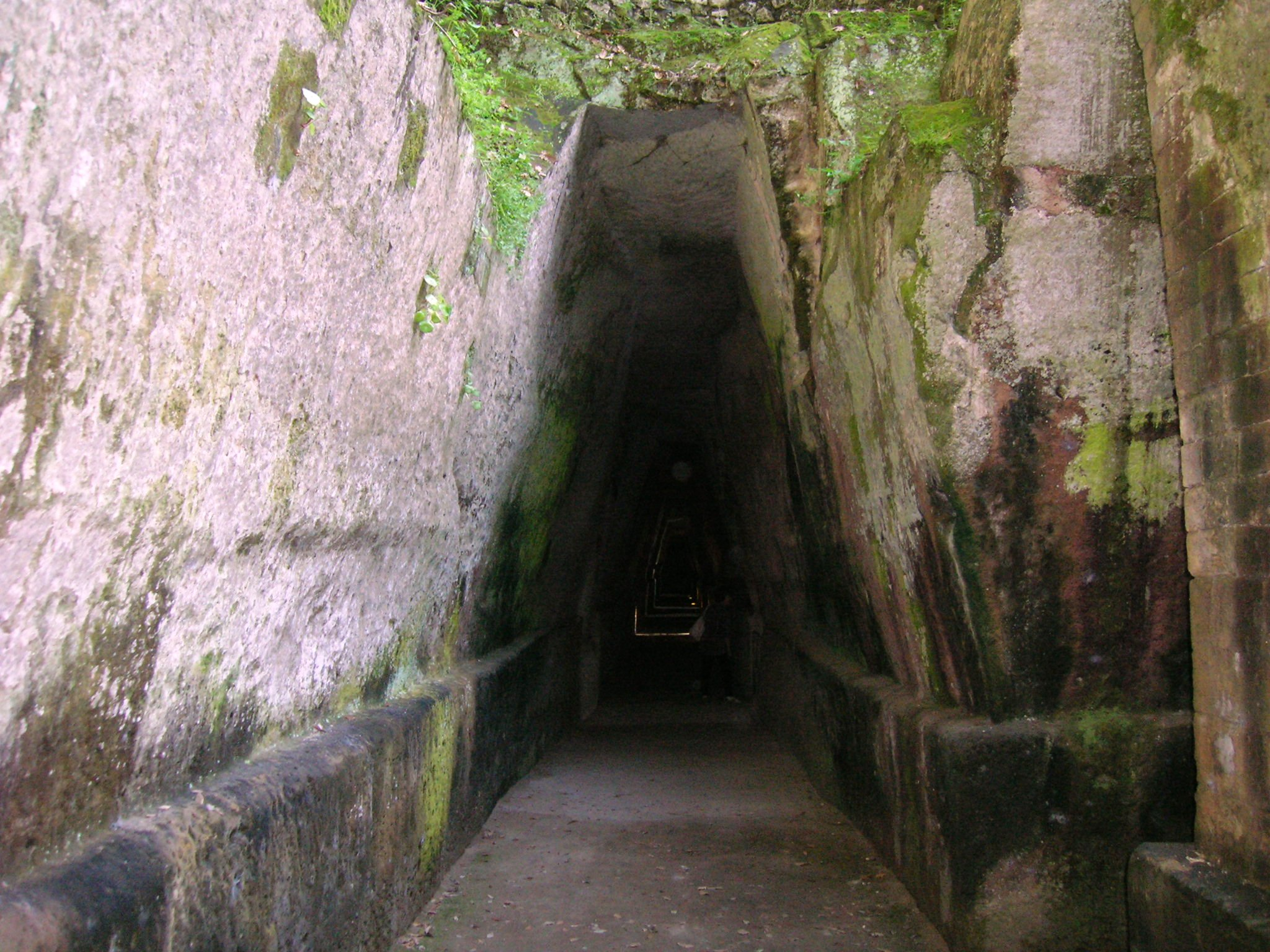
Cueva de la Sibila de Cumas

La más importante de todas en la mitología romana era la sibila cumana. En la mitología griega fueron Herófile y antes de ella la primera Sibila, hija de Zeus:
«Hay una roca que se eleva por encima de la tierra. Sobre ella dicen los delfios que cantaba los oráculos en pie una mujer llamada Herófile y de sobrenombre Sibila. La anterior Sibila he descubierto que era tan antigua como la que más, la que los griegos dicen que es hija de Zeus y de Lamia, hija de Poseidón, y que fue la primera mujer que cantó oráculos y fue llamada Sibila por los libios».
Las sibilas tenían su vivienda en las grutas o cerca de corrientes de agua. Las profecías eran manifestadas siempre en estado de trance y expresadas en hexámetros griegos que se transmitían por escrito.

## Historia y evolución
El término castellano Sibila es un calco del latín: Sibylla, derivado a su vez del griego: Σῐ́βυλλᾰ  (Sibylla). Varrón hacía provenir su nombre del griego eólico sioboulla, equivalente al ático theobule, "Concilio divino". Esta etimología, aceptada por Lactancio, ha sido puesta en duda a partir del siglo XIX, proponiéndose etimologías semíticas o itálicas.
Grimal, en su Diccionario de Mitología griega y romana, dice que según algunas tradiciones, Sibila era el nombre de la hija del troyano Dárdano con una mujer llamada Neso hija de Teucro, quien estaba dotada del don de la profecía. A partir de ella se dio este nombre a todas las mujeres capaces de profetizar.
El mito de la sibila nació en Asia Menor y de allí pasó a Grecia y después a Roma. Los Padres de la Iglesia, en el cristianismo, adoptaron las sibilas de la Antigüedad clásica dándoles el cometido de profetisas al igual que los profetas bíblicos. Los cristianos fueron advertidos de la existencia de estas sibilas que misteriosamente habían anunciado la llegada del Salvador.

### Diez sibilas descritas por Marco Terencio Varrón
Los primeros escritores griegos solo hablan de una sibila. Se cree que se refieren a la sibila llamada Herófila, quien profetizó la guerra de Troya. Más tarde fueron surgiendo otras, siempre con su nombre de procedencia. Una lista realizada por Varrón recogida en una obra de Lactancio, llega hasta diez:
- Sibila de Samos
- Sibila eritrea
- Sibila del Helesponto
- Sibila frigia
- Sibila cimeria
- Sibila délfica
- Sibila de Cumas
- Sibila libia
- Sibila tiburtina
- Sibila babilónica o pérsica[14]

Heráclito (siglo V a. C.) es el primer autor griego del que tengamos referencias que hable de la sibila y solo menciona a una. Igualmente Platón habla de solo una sibila. Con el tiempo el número se incrementa a tres, diez y hasta doce. En todos los casos, más que por su nombre, que no poseían, se conocían por el gentilicio del paraje donde moraban.

## Pervivencia en la cultura occidental

### En las artes visuales
La iconografía cristiana a través del arte representó a las sibilas durante toda la Edad Media y durante los siglos siguientes, siendo el gran apogeo en el Renacimiento. En la Edad Media se las representaba como simbolismo del mesianismo de Jesús. En el siglo xiii la sibila Eritrea aparece en el Dies Irae de Tomás de Celano anunciando el fin del mundo. 
| Dies iræ, dies illa, Solvet sæclum in favilla, Teste David cum Sibylla! |

En el siglo xv a veces se la confunde con la Anunciación.
También es frecuente ver a las sibilas en grupo, mezcladas con los profetas o emparejadas con filósofos de la Antigüedad, como puede apreciarse en un manuscrito de Rabano Mauro (siglo xi, que se encuentra en Monasterio de Montecassino.
El principio de la moderna iconografía occidental de las sibilas se encuentra en la época renacentista, en un breve tratado de Filippo Barbieri aparecido en Roma en 1481. Los humanistas prepararon y fomentaron la evocación de las sibilas. El ambiente toscano puso interés en la concordancia entre el mundo pagano y cristiano: las representaciones de sibilas, asociadas a Hermes Trimegisto o a los profetas, se multiplicaron en el grabado, en la miniatura y en las decoraciones pintadas, tiempo antes que en la bóveda de la Capilla Sixtina.Los grandes pintores como Rafael (iglesia de Santa María de la Pace en Roma) y Miguel Ángel (Bóveda de la Capilla Sixtina del Vaticano) las incluyeron en sus obras. Miguel Ángel pintó en esta bóveda, intercaladas con cinco profetas, las cinco sibilas más representativas en su época, que son la sibila eritrea, la pérsica, la líbica, la cumanay la délfica.

Las sibilas de Miguel Ángel en la Capilla Sixtina
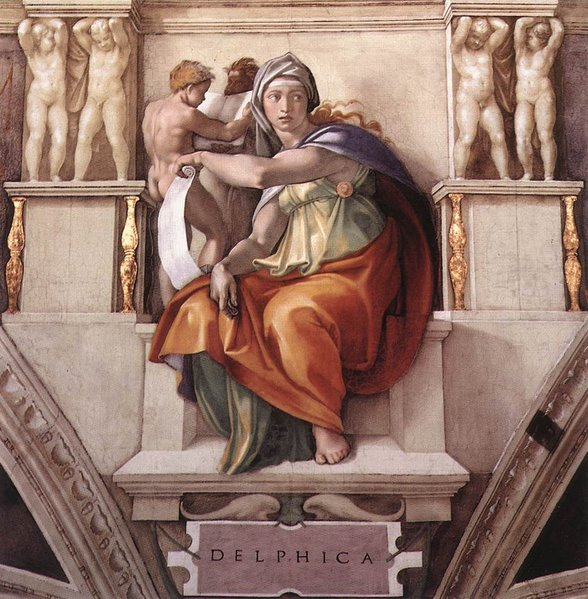
Sibila délfica
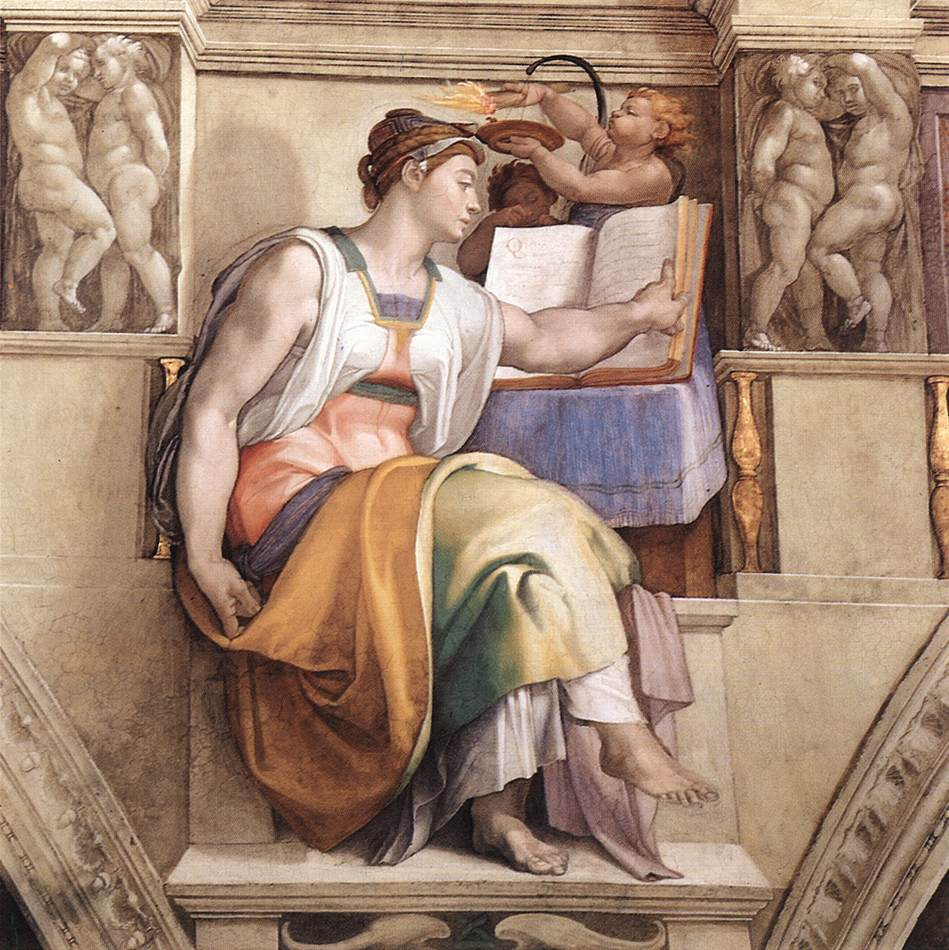
Sibila eritrea
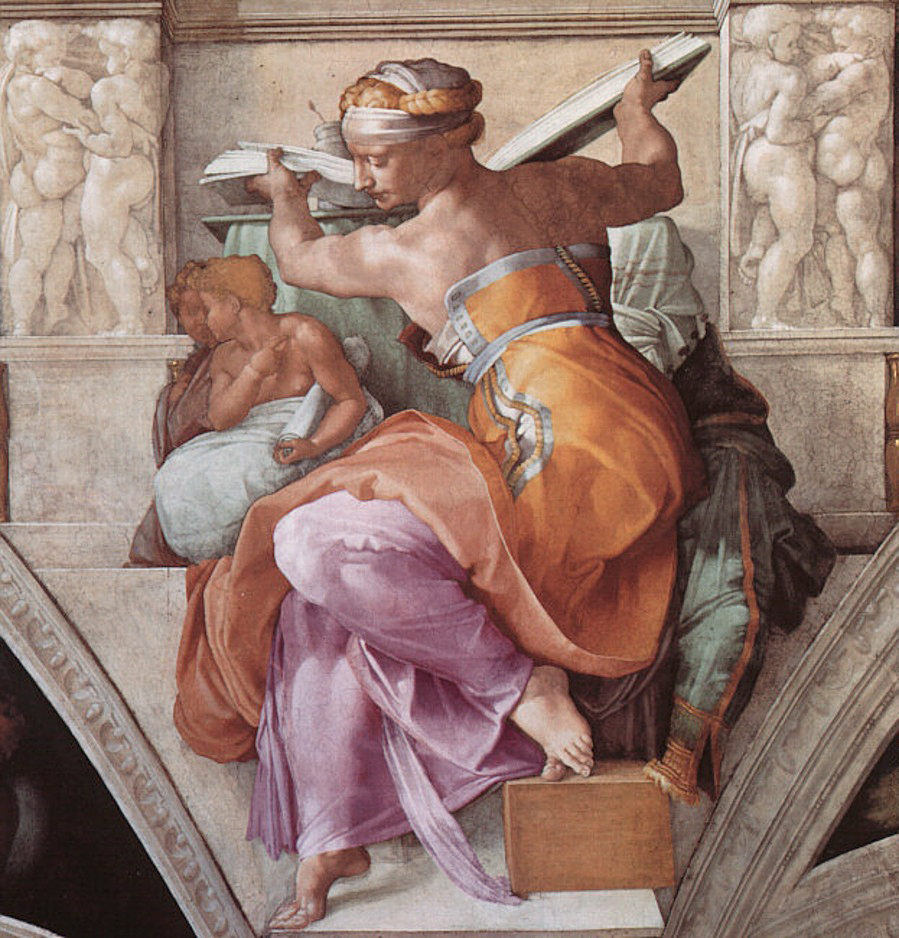
Sibila líbica
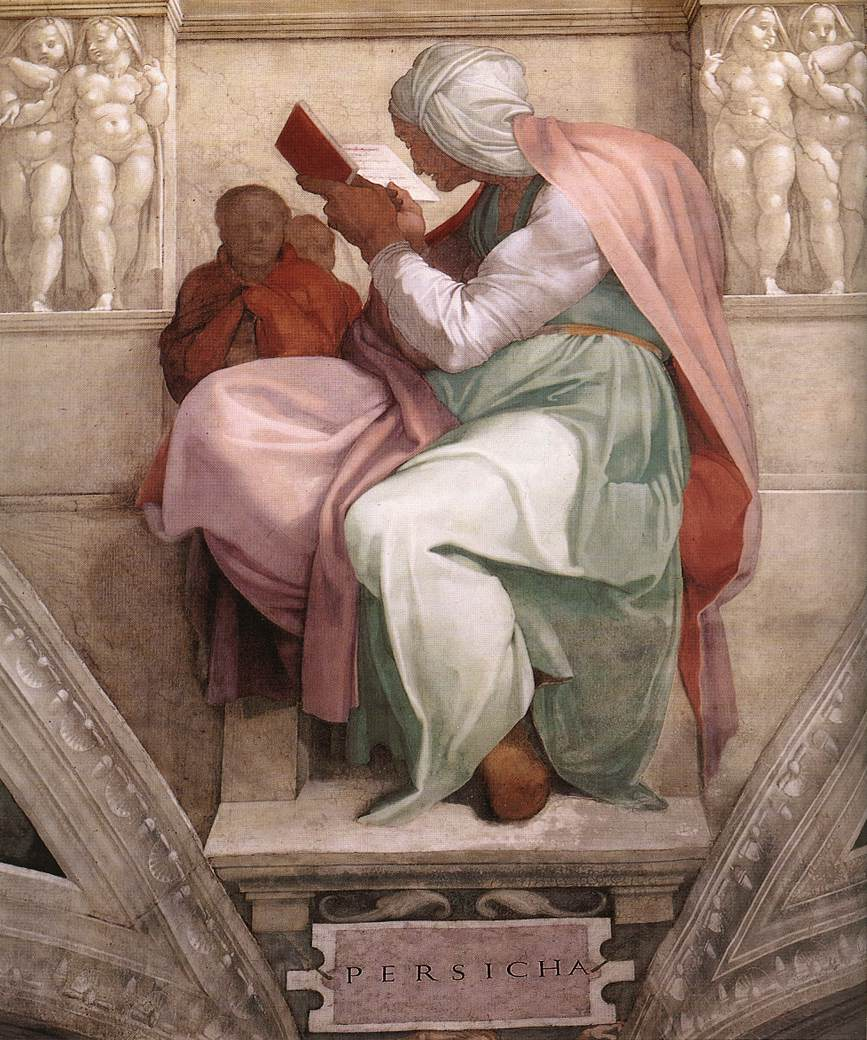
Sibila pérsica
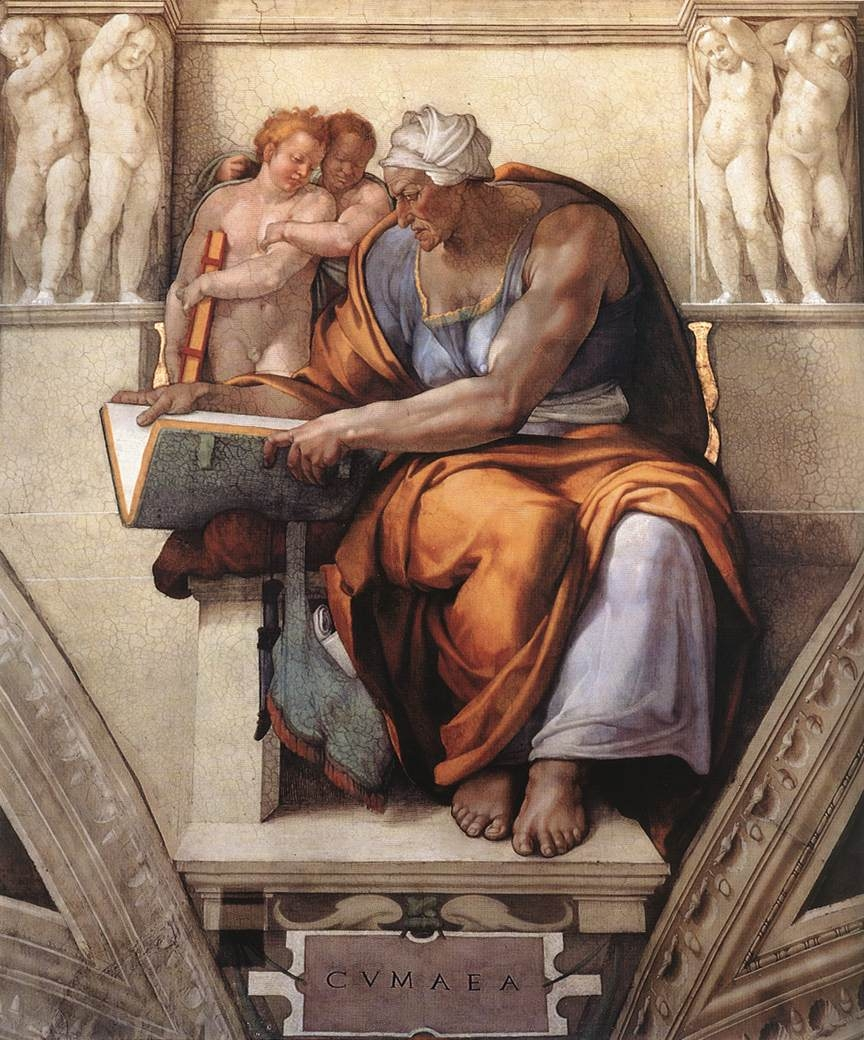
Sibila cumana

### En la literatura
El dramaturgo Pedro Calderón de la Barca escribió dos obras teatrales que tenían como protagonista central a la Sibila. Se trata de la comedia La sibila del Oriente y del auto sacramental El árbol del mejor fruto, siendo ambos textos dos versiones teatrales del mismo tema con buena parte del texto en común. El argumento central gira alrededor de la construcción del mítico Templo de Salomón. Una visionaria Reina de Sabá visualiza un árbol mágico, mezcla de ciprés, palma y cedro, nacido de las semillas del Árbol de la Ciencia del Bien y del Mal, que será el que se habrá de utilizar para la construcción del templo, pero también aquel en el que será crucificado Jesucristo.

### Sibilas clásicas
- Jewish Encyclopedia: Sibila.
- Las Sibilas

### Música
- El Cant de la Sibil-la / Mallorca / València (1400-1560) - Montserrat Figueras, Jordi Savall - La Capella Reial de Catalunya - Alia Vox 9806
- El Cant de la Sibil-la / Catalunya - Montserrat Figueras, Jordi Savall - La Capella Reial de Catalunya - Alia Vox AVSA9879
- The Song of the Sybil - Track 4 - 3:45 - Aion (1990) - Dead Can Dance

- Datos: Q273320
- Multimedia: Sibyls / Q273320